# Пол Самјуелсон
Пол Самјуелсон (енгл. Paul Anthony Samuelson; Гари, 15. мај 1915 — Белмонт, 13. децембар 2009), амерички економиста, добитник Нобелове награде за економију. Приликом доделе награде 1970. године, Шведске краљевске академије су изјавиле да је „учинио више од било ког другог савременог економисте да подигне ниво научне анализе у економској теорији“. Економски историчар Рендал Е. Паркер назвао га је „оцем модерне економије“, а Њујорк тајмс га сматра „најистакнутијим академским економистом 20. века“.
Семјуелсон је вероватно био најутицајнији економиста друге половине 20. века. Године 1996, када је добио Националну медаљу науке, која се сматра највећом америчком почасти за науку, председник Бил Клинтон је похвалио Самјуелсона за његов „фундаментални допринос економској науци“ током више од 60 година. Семјуелсон је сматрао да је математика „природни језик“ за економисте и значајно је допринео математичким основама економије својом књигом Основи економске анализе. Био је аутор најпродаванијег уџбеника економије свих времена: Економија: Уводна анализа, први пут објављеног 1948. године. Био је то други амерички уџбеник који је покушао да објасни принципе кејнзијанске економије. Сада је у свом 19. издању и продат је у скоро 4 милиона примерака на 40 језика. Џејмс Потерба, бивши шеф Одељења за економију МИТ-а, приметио је да Самјуелсон својом књигом „оставља огромно наслеђе, као истраживач и наставник, као један од гиганата на чијим плећима стоји сваки савремени економиста“.
Он је радио као саветник председника Џона Ф. Кенедија и Линдона Б. Џонсона и био је консултант Трезора Сједињених Држава, Бироа за буџет и Председничког Савета економских саветника. Семјуелсон је писао недељну колумну за часопис Њузвик заједно са економистом Чикашке школе Милтоном Фридманом, где су они представљали супротстављене стране: Самјуелсон је, како је себе описао као „кејнзијанац из кафетерије“, тврдио да узима кејнзијанску перспективу, али прихвата само оно што је сматрао добрим у томе. Насупрот томе, Фридман је представљао монетаристичку перспективу. Заједно са Хенријем Волихом, њихове колумне из 1967. донеле су часопису специјалну награду Гералд Лоеб 1968.

## Биографија
Пол Самјуелсон рођен је 15. маја 1915. године. Дипломирао је на Чикашком универзитету, докторирао на Харварду 1941. године. Углавном је радио на МИТ-у, а био је и гостујући професор на Њујоршком универзитету.
Дао је фундаменталне доприносе у бројним областима теоријске економије, као што су потрошачка теорија, економика благостања, спољна трговина, финансијска теорија, општа и динамичка равнотежа, теорија капитала, макроекономија. Сматран је највећим економски теоретичарем друге половине XX века.
Прво важно дело је Основи економске анализе (Foundations of Economic Analysis, 1947), у коме је реформулисао класичну економску теорију на модеран, математички начин. Његов уџбеник Економија: уводна анализа (Economics: An introductory analysis, 1948), са више издања, представња најпопуларнији уџбеник свих времена.
Нобелову награду за економију добио је 1970. године, чиме је постао први Американац који је из области економије добио ту престижну награду. Из образложења: 'Опште говорећи, Самјуелсонов допринос био је да је, више него иједан савремени економиста, допринео подизању аналитичког и методолошког нивоа економске науке. Он је једноставно поново написао знатне делове економске теорије. Он је такође показао фундаментално јединство како проблема, тако и аналитичких техника у економији, делимично кроз систематску примену метода максимизације за широки скуп проблема'.
Био је економски саветник Џона Ф. Кенедија. Био је отац шесторо деце који су му подарили петнаесторо унучади.
Пол Самјуелсон умро је 13. децембар 2009. године у свом дому у Белмонту у Масачусетсу у 94. години.

## Списак публикација
- Samuelson, Paul A. (1947), Enlarged ed. 1983. Foundations of Economic Analysis, Harvard University Press.
- Samuelson, Paul A. (1948), Economics: An Introductory Analysis,  0-07-074741-5; with William D. Nordhaus (since 1985), 2009, 19th ed., McGraw–Hill.  978-0-07-126383-2
- Samuelson, Paul A. (1952), "Economic Theory and Mathematics – An Appraisal", American Economic Review, 42(2), pp. 56–66.
- Samuelson, Paul A (1954). „The Pure Theory of Public Expenditure”. Review of Economics and Statistics. 36 (4): 387—89. JSTOR 1925895. S2CID 153571905. doi:10.2307/1925895.
- Samuelson, Paul A. (1958), Linear Programming and Economic Analysis with Robert Dorfman and Robert M. Solow, McGraw–Hill. Chapter-preview links.
- Samuelson, Paul A. (1960). „Efficient paths of capital accumulation in terms of the calculus of variations”.  Ур.: Arrow, Kenneth J.; Karlin, Samuel; Suppes, Patrick. Mathematical models in the social sciences, 1959: Proceedings of the first Stanford symposium. Stanford mathematical studies in the social sciences, IV. Stanford, California: Stanford University Press. стр. 77—88. ISBN 9780804700214.
- Samuelson, Paul A. (1982). „Quesnay's 'Tableau Economique' as a theorist would formulate it today”.  Ур.: Meek, Ronald (author); Bradley, Ian C.; Howard, Michael C. Classical and Marxian political economy: essays in honour of Ronald L. Meek. London: Macmillan. стр. 45—78. ISBN 9780333321997.
- The Collected Scientific Papers of Paul A. Samuelson, MIT Press. Preview links for vol. 1–3 below. Contents links for vol. 4–7. OCLC 1079936608 (all editions).

Samuelson, Paul A. (1966), Vol. 1 → via Google Books, 1937–mid-1964.
Samuelson, Paul A. (1966), Vol. 2 → via Google Books, 1937–mid-1964.
Samuelson, Paul A. (1972), Vol. 3 → via Google Books, mid-1964–1970.
Samuelson, Paul A. (1977), Vol. 4 → via Internet Archive 1971–76.
Samuelson, Paul A. (1986), Vol. 5 → via Google Books, 1977–1985 Description → via
Samuelson, Paul A. (2011), Vol. 6, 1986–2009. Description → via Wayback Machine
Samuelson, Paul A. (2011), Vol. 7, 1986–2009.
- Paul A. Samuelson Papers, 1933–2010, Rubenstein Library, Duke University. OCLC 664246147.
- Samuelson, Paul A. (1983). "My Life Philosophy," The American Economist, 27(2), pp. 5-12.
- Samuelson, Paul A. (2007), Inside the Economist's Mind: Conversations with Eminent Economists with William A. Barnett, Blackwell Publishing,  1-4051-5917-0
- Samuelson, Paul A. (2002), Paul Samuelson and the Foundations of Modern Economics, Transaction Publishers,  978-0-76-580114-2
- Samuelson, Paul A. (2004), Macroeconomics
- Samuelson, Paul A. (2004), Microeconomics